# Dudley
Dudley este un oraș și un Burg Metropolitan în cadrul Comitatului Metropolitan West Midlands în regiunea West Midlands. Pe lângă orașul propriu zis Dudley ce are o populație de 194.919 locuitori, mai conține și orașele Amblecote, Brierley Hill, Coseley, Halesowen, Sedgley și Stourbridge.